# Sigismund Kęstutaitis

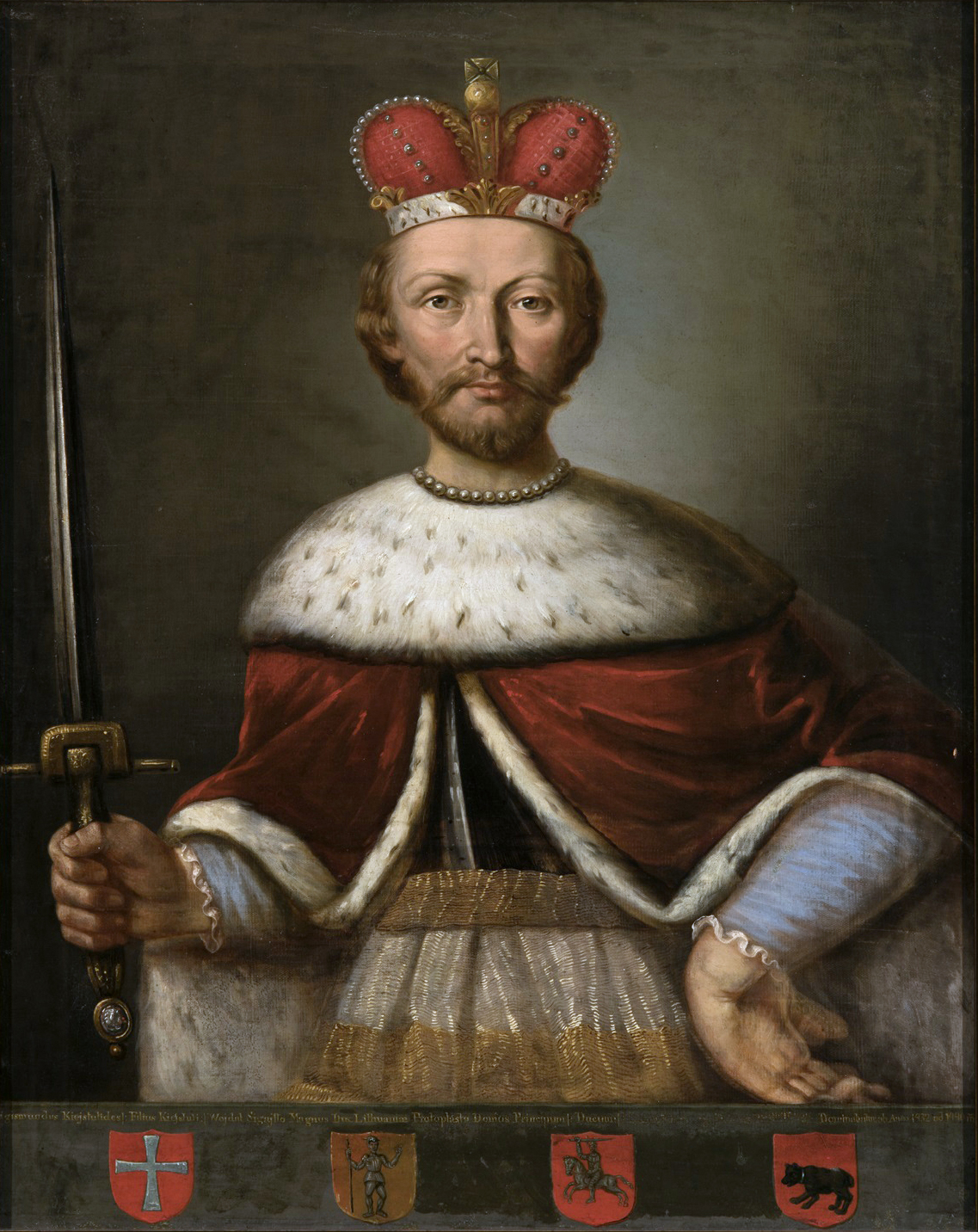
Sigismund Kęstutaitis

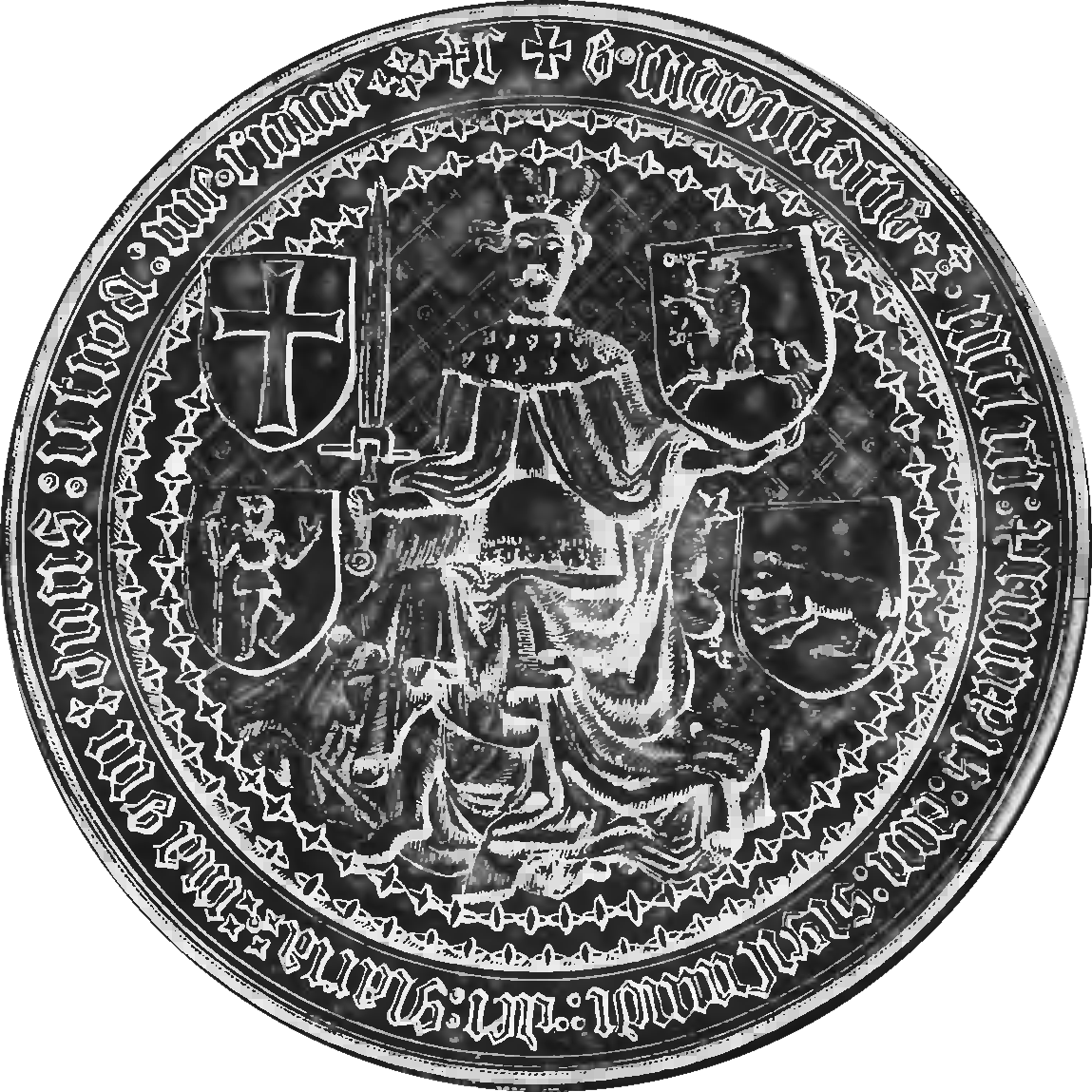
Siegel von Sigismund Kęstutaitis

Sigismund Kęstutaitis (litauisch Žygimantas Kęstutaitis, polnisch Zygmunt Kejstutowicz) (* um 1365; † 20. März 1440 in Trakai) war Fürst von Mosyr (1385–1401), Nowogrodek (1401–1406), Starodub (1406–1432) und Großfürst von Litauen (1432–1440).

## Leben
Sigismund Kęstutaitis war der jüngste bekannte Sohn des Großfürsten Kęstutis und dessen Frau Birutė. Sein Geburtsjahr ist unbekannt.
Während der Machtkämpfe zwischen seinem Bruder Vytautas und seinem Vetter Jogaila nach dem Tod des Vaters war er von 1382 Gefangener Jogailas. 1383 ließ er sich taufen. 1384 war er Zeuge von Vytautas beim Vertrag von Königsberg mit dem Deutschen Orden, der gegen Jogaila gerichtet war. 1389 verhandelte er im Auftrag von Vytautas mit dem Orden über eine Zusammenarbeit gegen Skirgaila. 1398 erschien er als Zeuge des Vertrags von Salinwerder beim Großmeister Konrad von Jungingen in Marienburg.
1399 nahm Kęstutaitis an der Schlacht an der Worskla teil und 1410 war er an der Schlacht bei Tannenberg beteiligt. 1411 war Kęstutaitis Zeuge beim Ersten Frieden von Thorn, 1422 beim Friede vom Melnosee und bei der Union von 1431.
1432 kämpfte Kęstutaitis an der Seite von Švitrigaila nach dem Tod von Vytautas gegen Polen, wechselte jedoch bald die Seiten und beteiligte sich am Kampf gegen Švitrigaila. Nach dessen Flucht nach Polozk wurde er am 1. September 1432 mit polnischer Unterstützung zum neuen Großfürsten ausgerufen. Sein Herrschaftsgebiet umfasste die Fürstentümer Vilnius, Trakai, Rowno, Žemaiten, Grodno, Minsk, Nowogrodek und Brest. Švitrigaila beherrschte weiterhin von Witebsk aus den Rest des Großfürstentums. Im gleichen Jahr schloss er mit Polen die Union von Grodno. Infolgedessen fielen litauische Gebiete in Wolhynien und Podolien an Polen. Um deren Unterstützung in der Auseinandersetzung mit Švitrigaila zu gewinnen, gewährte Kęstutaitis 1434 den ruthenischen orthodoxen Adligen einige Privilegien, die zuvor nur katholischen Adligen zugutegekommen waren.
Am 1. September 1435 besiegte Kęstutaitis in der Schlacht an der Swenta (litauisch: Šventoji) beim heutigen Dorf Pabaiskas, südlich von Ukmergė (polnisch: Wiłkomierz), daher auch Schlacht bei Ukmergė, Schlacht bei Wiłkomierz oder Schlacht von Pabaiskas genannt, Švitrigaila und ein Heer des Deutschen Ordens, das mit Švitrigaila in den Kampf gezogen war. Seit 1437 war er alleiniger Herrscher in Litauen. Zwischen 1438 und 1440 bemühte sich Kęstutaitis um eine Koalition mit Albrecht von Ungarn gegen Polen.
Am 20. März 1440 wurde Sigismund Kęstutaitis in Trakai von Anhängern Švitrigailas getötet.

## Nachkommen
Sigismund Kęstutaitis war verheiratet mit einer Tochter von Andrej Odincewicz. Als einziger Sohn ist bekannt
- Michael Bolesław (um 1390–1452), Fürst von Kiew, Starodub (1440–1441, 1448)

als Tochter
- Jadwiga

1416 heiratete er ein zweites Mal eine namentlich nicht bekannte Ehefrau ( –vor 1434).